# 2006年中华人民共和国腐败案件
2006年中华人民共和国腐败案件，是指2006年间发生、揭发、审理或审判的中华人民共和国、中国共产党的贪污、腐败案件。
- 中国人民解放军海军原副司令王守业（中将）：受贿1亿多元，包养8名情妇等。[1]
- 原中央政治局委员、原上海市市委书记陈良宇：上海社保基金案，包养多名情妇等。2007年7月，因2006年上海社保基金挪用案被捕。[2]
- 原国家药监局局长郑筱萸（副部级）：卖批文受贿等。[3]
- 原国家统计局局长邱晓华（副部级）：重婚罪等。[4]
- 北京市原副市长刘志华（副省级）：包养情妇，滥用职权等。见刘志华受贿案。[5]
- 安徽省原委副书记王昭耀（副省级）：卖官受贿704万人民币，另有810万元来源不明。[6]
- 青岛市原市委书记杜世成（副省级）：包养情妇等。[7]
- 四川省原副省长李达昌：滥用职权（还与杨志禄和付川两个人（为金牛区官员）一起嫖娼被查处）。[8]
- 湖南郴州原副市长雷渊利、原市委书记李大伦等人窝案。[9]
- 安徽省阜阳市中级人民法院腐败窝案：6月27日，阜阳市中院原副院长朱亚、原执行庭庭长王春友、原经二庭庭长董炳绪、原经一庭庭长陈和平被阜阳市人大常委会免去职务。9月22日，阜阳中院经济审判第一庭、经济审判第二庭、执行庭、阜南县人民法院、太和县人民法院的十多名法官被阜阳市纪委“双规”。8月底，阜阳中院前后三任院长尚军、刘家义、张自民因涉嫌受贿和巨额财产来源不明，被立案侦查并审查起诉。11月22日，阜阳市三届人大常委会第三次会议通过了对阜阳市中级法院17名庭长、副庭长的撤换决定。[10]
- 从2003年到2006年，阜阳市先后有市长肖作新（无期徒刑）、前市长李和中（13年徒刑）、前市委书记王怀忠（死刑）、市委秘书长张华琪（无期徒刑）、公安局副局长种永纪（无期徒刑）、前市委书记王昭耀（死缓）、政协秘书长徐波（15年徒刑）、前市委副书记尚军（10年徒刑）等多名党政领导被逮捕判刑，引起了新华社的关注。